# 紀長江
紀 長江（き の ながえ）は、平安時代初期の貴族。参議・紀広浜の子。官位は従四位上・大宰大弐。

## 経歴
弘仁14年（823年）従五位下に叙爵。天長7年（830年）従五位上、天長9年（832年）正五位下、天長10年（833年）従四位下と淳和朝の後半に急速に昇進した。承和7年（840年）の淳和上皇崩御の際には装束司を務めている。
仁明朝では備中守・民部大輔・備前守・大和守・大和国班田使次官・大宰大弐と主に地方官を務める。この間の承和9年（842年）正月に従四位上に叙せられ、同年8月には承和の変により皇太子を廃された恒貞親王が内裏から淳和院に移された際、淳和院から親王を出迎えに参上した。また、承和15年（848年）大宰大弐の官職にあった際、豊後国で雪団子状の形をした白亀を得た事を瑞兆として朝廷に報告を行っている。

## 官歴
『六国史』による。
- 時期不詳：正六位上
- 弘仁14年（823年） 11月20日：従五位下
- 天長7年（830年） 正月7日：従五位上
- 天長9年（832年） 正月7日：正五位下
- 天長10年（833年） 2月19日：従四位下
- 承和7年（840年） 5月8日：装束司（淳和上皇葬儀）。7月22日：備中守。8月22日：民部大輔
- 承和9年（842年） 正月7日：従四位上。8月13日：見備前守
- 承和10年（843年） 正月12日：大和守。11月16日：大和国班田使次官
- 承和15年（848年） 6月3日：見大宰大弐

## 系譜
注記のないものは『尊卑分脈』による。
- 父：紀広浜
- 母：不詳
- 生母不明の子女
  - 男子：紀良舟
  - 男子：紀豊河[3]
  - 男子：紀魚弼[4]